# Самійлівка (Каховський район)
Самі́йлівка — село в Україні, у Верхньорогачицькій селищній громаді Каховського району Херсонської області. Населення становить 605 осіб. 24 лютого 2022 року село тимчасово окуповане російськими військами під час російсько-української війни.

## Населення
Згідно з переписом УРСР 1989 року чисельність наявного населення села становила 683 особи, з яких 321 чоловік та 362 жінки.
За переписом населення України 2001 року в селі мешкало 598 осіб.

### Мова
Розподіл населення за рідною мовою за даними перепису 2001 року:
| Мова       | Кількість | Відсоток |
| ---------- | --------- | -------- |
| українська | 578       | 95.54%   |
| російська  | 19        | 3.13%    |
| вірменська | 7         | 1.16%    |
| білоруська | 1         | 0.17%    |
| Усього     | 605       | 100%     |

## Відомі люди
- Петренко Іван Петрович — Герой Соціалістичної Праці, депутат Верховної Ради УРСР 9-10-го скликання.